# Ludovic Rey-Robert
Ludovic Rey-Robert, né le 4 octobre 1965, est un homme d'affaires, multiple recordman et sportif handisport français dans diverses disciplines dont 7 titres mondiaux en ski alpin. Il vit aujourd'hui à Alès.

## Biographie
Amputé de ses deux jambes en 1981 à la suite d'un accident de train, il entre à La Poste en 1987 comme agent de maintenance. Il pratique la natation, le basket et l’athlétisme à un haut niveau, remportant la coupe du monde de ski alpin à Kimberley en 1990 et le championnat du monde à Winter Park la même année.
Il est ensuite détaché de LA POSTE pour participer aux Jeux paralympiques d'Albertville (1992). Il remporte une médaille de bronze en descente. Deux ans plus tard, il est double médaillé d'or en descente et slalom aux Jeux paralympiques de Lillehammer (1994).
Après 1999, il s'engage pour la cause des personnes handicapées : il fonde une entreprise spécialisée dans les produits et services qui leur sont dédiés, participe à des programmes pour le développement de l’accès aux loisirs pour tous. Pour les professionnels du tourisme et des loisirs, il édite un cédérom interactif « Accueil et handicap » proposant conseils et informations concernant l’accueil des personnes handicapées ainsi que leurs activités de loisirs. Ce dernier servira de base pour le Label Tourisme et Handicap dont il sera l'un des membres fondateurs. En 2001, il fonde l’association Vita Vie Sans Détour, dont le but est de faciliter l'accès au tourisme pour les handicapés. 
Il mène également un combat pour la cause environnementale. Il a coordonné au niveau du département du Gard l’association « 1 bouchon : 1 sourire » parrainée au niveau national par Jean-Marie Bigard. Il cofonde en 2004, avec Jean-Marc Governatori, le parti politique La France d'en bas, devenu par la suite La France en action.
Il a été le cofondateur directeur associé de l'agence de voyages en ligne VitavieTravel jusqu'en 2008.
Il a également été chargé de mission pour CD3E, commission gérant la collecte, le traitement et le démantèlement des déchets d’équipements électriques et électroniques, les D3E.
En parallèle, il agit comme International Business & Invest Partner dans plusieurs entreprises.

### Famille
Il est marié et père de deux enfants.

## Palmarès

### Jeux paralympiques
| Épreuve / Édition | Albertville 1992 | Lillehammer 1994 |
| Descente          | Bronze           | Or               |
| Slalom            |                  | Or               |

### Coupe du monde de ski alpin
- Vainqueur de la Coupe du monde 1990 au classement général en Super G

### Championnats du monde de ski alpin
- Vice-champion du monde de Descente, Super G et Combiné en 1990

### Autres résultats
- 1982 : médaillé d'Argent au Championnat de France de basket handisport
- 1982-1984 : recordman de France en natation des cinquante, cent et deux cents mètres en Brasse et Dos.
- 1985 :
  - médaillé de Bronze en Dos au Championnat d'Europe de Fulda.
  - parcours Lyon-Voreppe-Marseille en fauteuil roulant (première, en neuf jours)
- 1986 : descente à ski du Mont-Blanc avec cinq handicapés (première)
- 1988-1994 : il intègre l'équipe de France de skin alpin handisport
- 1992 :
  - course relais du raid pédestre olympique d'Albertville à Barcelone en 3 jours et nuits (1991)
  - il est le représentant des athlètes pour le serment olympique lors des Jeux paralympiques d'hiver de 1992
- 1994 : élu Sportif et Homme de l'année
- 1994-1995 : pilote de jet-ski Kawasaki aux épreuves du Championnat de France de rallye, raid et endurance, Tour de Corse, Tour de Martinique
- 1996 : 
  - champion de France d'endurance inshore sur YAMAHA T850
  - 1er aux 24 Heures motonautiques de Rouen
- 1997 :
  - vice-champion de France d'endurance inshore sur YAMAHA T850
  - 1er aux 24 Heures motonautiques de Rouen